# 大荖
大荖，是台灣雲林縣土庫鎮的一個傳統地域名稱，位於該鎮中部偏東。相較於今日行政區，其範圍大致包括後埔里、大荖里不含南部邊界地帶西半段。

## 歷史
台灣清治末期至日治初期，大荖地區為一街庄，稱為「大荖庄」，隸屬於大坵田堡。該庄北邊及東邊北段與牛埔仔庄為鄰，東邊南段與石廟仔庄為鄰，南邊為新興庄、埤腳庄，西邊為崙內庄、馬公厝庄。
1901年（日治明治三十四年）11月，全台廢縣廳改設二十廳，該庄隸屬於斗六廳。1903年（明治三十六年）6月，該庄編入「土庫區」，隸屬於斗六廳。1909年（明治四十二年）10月，合併二十廳為十二廳，土庫區改隸屬於嘉義廳。1920年（大正九年），全台地方制度大改正，廢十二廳改設五州二廳，該庄改制為「大荖」大字，隸屬於臺南州虎尾郡土庫庄。1943年10月，土庫庄升格為土庫街。
戰後土庫街改制為土庫鎮，隸屬於臺南縣，大字亦改制為里。1950年10月，雲、嘉、南分治，土庫鎮改隸屬雲林縣。

## 聚落
本地區發展較早的聚落有後牛埔（後埔）、消人厝（雙人厝）、大荖、好收等，在日治期初期的官方地圖上已有記載。此外，本地區尚有下崁頭、下溪心等聚落。

## 交通
省道台78線即「東西向快速公路－台西古坑線」，是雲林縣境內的東西向快速公路，大致以西南—東北走向繞大彎轉西向東經過大荖地區西南部、中南部及東部。西側最近的交流道是省道台19線交會處的元長交流道，東側最近的是鄉道雲97線交會處的土庫交流道。由此等向西可前往東勢、台西等地；向東可前往虎尾、斗南、古坑、高厝林子頭的東側端點（古坑端）並止於國道3號古坑系統交流道；亦可於雲林系統交流道轉接國道1號前往台灣西部南北各地。
縣道158號（光榮路二段～一段）是台西鄉海口至斗南鎮北勢仔的道路，大致以西北西—東南東走向由本地區西部邊界中央地帶入境後，繞大彎轉東北，經縣道158甲線路口、民族路路口後繞大彎轉東北東，經後埔聚落北側後續行以至於本地區東部邊界北側出境。由該道路向西北轉西南西再轉西北再轉西南西可前往褒忠、東勢、台西等地；向東北東可前往虎尾、斗南並止於省道台1線路口。
縣道158甲線（馬光路）是台西鄉崙子頂至竹山鎮桶頭的道路，大致以西北—東南走向由本地區西部邊界中央偏北處入境後，經縣道158號路口、省道台78線（東西向快速公路－台西古坑線）高架橋下後於本地區東部邊界中央略偏南處出境。由該道路向西北經馬公厝、省道台19線路口後轉西可前往褒忠中部、東勢北部、台西等地；向東南可前往土庫市區、虎尾南端、斗南、古坑、竹山等地。
鄉道雲98線是潮洋厝至頂竹圍的道路，大致以西北西—東南東走向由本地區西部邊界南側入境後，經省道台78線（東西向快速公路－台西古坑線）高架橋下後，至本地區南部邊界西側地帶的鄉道雲99線路口，轉東北與其共線，至大荖聚落西南側路口（小土地公廟旁）轉東南東沿聚落南側蜿蜒而行，至路底轉北北東，至右側路口轉東南微東獨行（共線約650公尺），至聚落東南側的鄉道雲98-1線起點路口轉東南出聚落，至好收聚落東北郊轉東微南以至於本地區東部邊界南側出境。由該道路向西北西可前往崙內、馬公厝西南部、潮洋厝並止於省道台19線路口（潮洋厝聚落北北東郊）；向東微南可前往石廟子西南端、土庫與新興交界地帶並止於鄉道雲100線轉角路口（新興地區頂竹圍聚落東郊）。
鄉道雲98-1線是大荖至石廟仔的道路，其西側端點（起點）位於大荖聚落東南側的鄉道雲98線路口。由此向東轉東北東，至下溪心聚落轉東北出境，可前往石廟子並止於鄉道雲97線路口（石廟子聚落南郊的省道台78線土庫交流道旁）。
鄉道雲99線是後埔至奮起湖的道路，其北側端點（起點）位於後埔聚落中部偏東的縣道158號舊線（民族路-大屯）路口。由此向西南繞大彎轉西北西再轉西南再轉西南西，至路底轉南微西直行，出聚落後經雙人厝聚落、縣道158號路口、省道台78線（東西向快速公路－台西古坑線）高架橋下後轉南南西，至大荖聚落轉東南再轉南南西再轉西南再轉南南西，至鄉道98線左側路口與其共線續行，至右側路口轉西北西沿聚落南側蜿蜒而行，至路底轉西南，至鄉道98線右側路口轉西南微南獨行，出境後可前往埤腳東部、奮起湖並止於鄉道雲104線路口。

## 學校
- 後埔國小